# Kenai (by)
 For alternative betydninger, se Kenai. (Se også artikler, som begynder med Kenai)
Kenai (dena'ina: Shk'ituk't) er en by i Kenai Peninsula Borough i den amerikanske delstat Alaska. 
Kenai ligger på Kenaihalvøen ved udløbet af Kenai River. Den har et areal på 93 km2
og et indbyggertal på 7.424 (2020) indbyggere. Kenai ligger ved Kenai Spur Highway. I udkanten af byen ligger Kenai lufthavn.